# Андреас Хофер
Андреас Хофер (Сан Леонардо ин Пасирија, 22. новембар 1767 — Мантова, 20. фебруар 1810) је био тиролски патриота и вођа побуне против Наполеонових снага и Баварске. Тирол је 1805. одузет Аустрији, па се Хофер борио за његово уједињење са Аустријом.

## Детињство и младост
Отац му је био крчмар, па је од оца наследио крчму. Научио италијански тргујући коњима и вином у северној Италији. Изабран је у тиролску скупштину 1791. За време рата треће коалиције био је стрелац, а касније капетан милиције. Споразумом у Пресбургу 1805, Тирол је одузет Аустрији и постао је део Баварске, када Хофер постаје вођа антибаварског покрета. Био је вођа делегације, која је у јануару 1809. посетила аустријског цара Фрању II од Хабзбурга и тражила подршку за могући устанак. Делегација је добила уверавања од аустријског цара да подршка неће изостати. Хофер је тајно започео са организацијом устанка посећујући сељаке и држечи ратне савете по локалним крчмама.

## Почетак оружаног устанка
Тиролска побуна је започела 9. априла 1809. Ноћ пре тога организатори су бацили вреће пиљевине у реку Ин као знак почетка побуне. Пиљевина, која је плутала кроз Инзбрук и Интал била је знак побуњеницима. Звона по селима су позвала сељаке да крену у борбу пушкама и сељачким алаткама. Брзо су савладали мањи баварски гарнизон и изненадили су колону француске пешадије, која је пролазила подручјем. Тиролска милиција је 11. априла победила баварску војску у Штерцингу, па су до подне успели заузети Инзбрук. Французи и Баварци су извели контранапад следеће ноћи, па су се Тиролци против њих борили док се Баварци нису предали 13. априла. После тога су Андреас Хофер и његови савезници напредовали јужно и заузели су Боцен и Тренто. Када је Наполеон победио аустријску војску исчезла је нада у успешну побуну. Аустријске снаге су се повукле из Тирола и Хофер се вратио на планине. Баварци су поново заузели Инзбрук 19. маја 1809. Међутим кад је отишао Наполеон поново се разбуктала побуна.

## Хофер преузима команду
Андреас Хофер је постао ефективни главни командант тиролских побуњеника уз помоћ других вођа Јозефа Шпекбакера и Ротбарта Хаспингера. Заповедао је са 20.000 Тиролаца и неколико стотина аустријских војника, који су се придружили побуњеницима након повлачења аустријске војске. Хоферови побуњеници су поново код Изелберга 25. маја и 29. маја поразили Баварце и протерали их из Тирола. Хофер је поново 30. маја 1809. заузео Инзбрук. Хофер је 29. маја добио писмо од аустријског цара у коме га цар обавештава да неће потписати никакав мировни споразум, који би укључивао предају Тирола. Један аустријски интендант је постављен да влада Тиролом и Хофер се вратио кући. Наполеон је поразио аустријску војску у бици код Ваграма 6. јула 1809. Примирјем од 12. јула Тирол је поново уступљен Баварској. Наполеон је послао 42.000 Француза и Бавараца да заузму Тирол. Французи су поново заузели Инзбрук. После мало оклевања Хофер је поново наставио да се бори. Французи су расписали за њим потерницу нудећи награду за његову главу.
Тиролци су 13. августа-14. августа 1809. победили на Бергизелу француску војску под заповедништвом маршала Лефебвра. Тиролци су напали низбрдо, а битка је трајала 12 сати. После су поново заузели Инзбрук. Хофер је сам себе прогласио царским командантом Тирола. Два месеца је из Хофбурга владао земљом у име аустријског цара. Прогласио је нове законе, порезе и ковао је свој новац. Послао је и двоје људи у Британију да тражи помоћ. Од цара је 29. септембра добио медаљу и обећање да Аустрија неће напустити Тирол.
Хоферове наде су се распршиле када је потписан Шенбрунски мир 14. октобра 1809. по коме је Тирол поново припао Баварској. Поново је француска и баварска војска прислила Хофера на повлачење у планине. Пошто му је обаћана амнестија Хофер и његове присталице положиле су оружје. Хофер се вратио у свој родни град.

## Коначни покушај и заробљавање
Андреас Хофер је 12. новембра добио лажне извештаје о аустријским победама, па је поново покушао 15. новембра да сазове своју војску. Тај пут је имао мало присталица, па су Французи лако поразили његове устанике. Његови потчињени команданти су се предали и тражили су од њега да побегне преко планина. Хофер се сакривао у једној бараци у планинама, а Французи су разгласили награду од 1500 златника за његову главу. Његов комшија је открио место где се сакрива, тако да су Италијани заробили Хофера 19. јануара 1810. Послан је пред војни суд у Мантову у ланцима. Комшија који га је одао био је касније линчован.

## Пред војним судом и стрељање
Официри у саставу војног суда нису се слагали о томе колико да га казне, све док нису добили поруку из Милана. Наводно је то било од вицекраља, који је пренео Наполеоново наређење да му суде поштено, а онда да га стрељају. Касније је Наполеон тврдио Метерниху да је Хофер стрељан противно његовим жељама. Стрељан је 20. фебруара 1810. Одбио је да му повежу очи. Дао је новац официру задуженом за стрљање и рекао му да пуцају право. Постао је мученик у Немачкој и Аустрији, а његова смрт је потпирила антинаполеонска расположења.